# Gracelino Barbosa
Gracelino Tavares Barbosa (Tarrafal, 1 de fevereiro de 1985) é um atleta paralímpico cabo-verdiano que compete na categoria T20. Representou Cabo Verde nos Jogos Paralímpicos de Verão de 2016 no Rio de Janeiro, Brasil, onde conquistou a medalha de bronze nos 400 metros T20, sendo a primeira do país neste evento multidesportivo. Em 2015 foi agraciado com a Medalha de Mérito pelo presidente da República de Cabo Verde, Jorge Carlos Fonseca.